# Euptychia suivalens
Euptychia suivalens is een vlinder uit de onderfamilie Satyrinae van de familie Nymphalidae. De wetenschappelijke naam van de soort is voor het eerst geldig gepubliceerd in 1915 door Harrison Gray Dyar.